# Катлер, Натан
Натан Катлер (англ. Nathan Cutler; 29 мая 1775, Лексингтон — 8 июня 1861, Уоррен) — американский политик, 7-й губернатор Мэна.

## Биография
В 1798 году Натан Катлер окончил Дартмутский колледж, после чего год преподавал в Миддлбери-колледже. Затем он изучал юриспруденцию в Вустере и в 1801 году был принят в коллегию адвокатов Массачусетса. Некоторое время Катлер практиковал в родном городе, после чего в 1803 году переехал в Фармингтон.
В 1812 году Катлер был назначен судьёй округа Коммон-Плиз, однако отказался занять эту должность. Он несколько раз избирался в легислатуру Массачусетса до отделения округа Мэн. В 1819 году Катлер был делегатом конституционного съезда Мэна, а также членом комитета по названию и имиджу штата. Был членом сената штата, а в 1828 и 1829 годах избирался его председателем.
8 октября 1829 года скончался губернатор Энох Линкольн и Катлер, будучи председателем сената, занял его должность. Он занимал этот пост до 6 января 1830 года. После выхода в отставку Катлер был членом коллегии выборщиков президента в 1832 году и членом Палаты представителей Мэна в 1844 году.
Был женат на Ханне Мур, у них было 9 детей. Натан Катлер умер 8 июня 1861 года.